# Jelec neretwiański
Jelec neretwiański (Squalius microlepis) – gatunek ryby z rodziny karpiowatych.

## Występowanie
Dorzecze Neretwy w Dalmacji.

## Opis
Osiąga 15–20 (maksymalnie 25 cm) długości. Na bokach, od oka do nasady ogona, biegnie ciemna smuga. Biologia tego gatunku jest słabo poznana.